# Liste der Präsidenten der American Association for the Advancement of Science
Die American Association for the Advancement of Science (AAAS), gegründet 1848, wird durch den  auf jeweils ein Jahr gewählten Präsidenten geführt. Die Amtszeit beginnt und endet jeweils mit der dem Ende der Jahrestagung Mitte Februar.
| Jahr(e)   | Präsident                                                            |
| --------- | -------------------------------------------------------------------- |
| 2022      | Gilda Barabino                                                       |
| 2021      | Claire Fraser                                                        |
| 2020      | Steven Chu                                                           |
| 2019      | Geraldine Richmond                                                   |
| 2018      | Susan Hockfield                                                      |
| 2017      | Barbara A. Schaal                                                    |
| 2016      | Geraldine L. Richmond                                                |
| 2015      | Gerald R. Fink                                                       |
| 2014      | Phillip A. Sharp                                                     |
| 2013      | William H. Press                                                     |
| 2012      | Nina Fedoroff                                                        |
| 2011      | Alice S. Huang                                                       |
| 2010      | Peter Agre                                                           |
| 2009      | James J. McCarthy                                                    |
| 2008      | David Baltimore                                                      |
| 2007      | John Holdren                                                         |
| 2006      | Gilbert S. Omenn                                                     |
| 2005      | Shirley Ann Jackson                                                  |
| 2004      | Mary Ellen Avery                                                     |
| 2003      | Floyd E. Bloom                                                       |
| 2002      | Peter H. Raven                                                       |
| 2001      | Mary L. Good                                                         |
| 2000      | Stephen Jay Gould                                                    |
| 1999      | M. R. C. Greenwood                                                   |
| 1998      | Mildred S. Dresselhaus                                               |
| 1997      | Jane Lubchenco                                                       |
| 1996      | Rita R. Colwell                                                      |
| 1995      | Francisco J. Ayala                                                   |
| 1994      | Eloise E. Clark                                                      |
| 1993      | F. Sherwood Rowland                                                  |
| 1992      | Leon M. Lederman                                                     |
| 1991      | Donald N. Langenberg                                                 |
| 1990      | Richard C. Atkinson                                                  |
| 1989      | Walter E. Massey                                                     |
| 1988      | Sheila E. Widnall                                                    |
| 1987      | Lawrence Bogorad                                                     |
| 1986      | Gerard Piel                                                          |
| 1985      | David A. Hamburg                                                     |
| 1984      | Anna J. Harrison                                                     |
| 1983      | E. Margaret Burbidge                                                 |
| 1982      | D. Allan Bromley                                                     |
| 1981      | Frederick Mosteller                                                  |
| 1980      | Kenneth E. Boulding                                                  |
| 1979      | Edward E. David Jr.                                                  |
| 1977–1978 | Emilio Q. Daddario                                                   |
| 1976      | William D. McElroy                                                   |
| 1975      | Margaret Mead                                                        |
| 1974      | Roger Revelle                                                        |
| 1973      | Leonard M. Rieser                                                    |
| 1972      | Glenn T. Seaborg                                                     |
| 1971      | Mina Rees                                                            |
| 1970      | Athelstan Spilhaus                                                   |
| 1969      | H. Bentley Glass                                                     |
| 1968      | Walter Orr Roberts                                                   |
| 1967      | Don K. Price                                                         |
| 1966      | Alfred S. Romer                                                      |
| 1965      | Henry Eyring                                                         |
| 1964      | Laurence McKinley Gould                                              |
| 1963      | Alan Tower Waterman                                                  |
| 1962      | Paul Magnus Gross                                                    |
| 1961      | Thomas Park                                                          |
| 1960      | Chauncey D. Leake                                                    |
| 1959      | Paul E. Klopsteg                                                     |
| 1958      | Wallace R. Brode                                                     |
| 1957      | Laurence H. Snyder                                                   |
| 1956      | Paul B. Sears                                                        |
| 1955      | George W. Beadle                                                     |
| 1954      | Warren Weaver                                                        |
| 1953      | Edward U. Condon                                                     |
| 1952      | Detlev W. Bronk                                                      |
| 1951      | Kirtley Fletcher Mather                                              |
| 1950      | Roger Adams                                                          |
| 1949      | Elvin C. Stakman                                                     |
| 1948      | Edmund Ware Sinnott                                                  |
| 1947      | Harlow Shapley                                                       |
| 1946      | Charles Franklin Kettering                                           |
| 1945      | James B. Conant                                                      |
| 1944      | Anton Julius Carlson                                                 |
| 1943      | Isaiah Bowman                                                        |
| 1942      | Arthur H. Compton                                                    |
| 1941      | Irving Langmuir                                                      |
| 1940      | Albert Francis Blakeslee                                             |
| 1939      | Walter B. Cannon                                                     |
| 1938      | Wesley C. Mitchell                                                   |
| 1937      | George David Birkhoff                                                |
| 1936      | Edwin G. Conklin                                                     |
| 1935      | Karl T. Compton                                                      |
| 1934      | Edward L. Thorndike                                                  |
| 1933      | Henry Norris Russell                                                 |
| 1932      | John Jacob Abel                                                      |
| 1931      | Franz Boas                                                           |
| 1930      | Thomas H. Morgan                                                     |
| 1929      | Robert A. Millikan                                                   |
| 1928      | Henry Fairfield Osborn                                               |
| 1927      | Arthur Amos Noyes                                                    |
| 1926      | Liberty Hyde Bailey                                                  |
| 1925      | Mihajlo Idvorski Pupin                                               |
| 1924      | James McKeen Cattell                                                 |
| 1923      | Charles Doolittle Walcott                                            |
| 1922      | James Playfair McMurrich                                             |
| 1921      | Eliakim H. Moore                                                     |
| 1920      | Leland Ossian Howard                                                 |
| 1919      | Simon Flexner                                                        |
| 1918      | John Merle Coulter                                                   |
| 1917      | Theodore William Richards                                            |
| 1916      | Charles R. Van Hise                                                  |
| 1915      | William Wallace Campbell                                             |
| 1914      | Charles W. Eliot                                                     |
| 1913      | Edmund B. Wilson                                                     |
| 1912      | Edward Charles Pickering                                             |
| 1911      | Charles Edwin Bessey                                                 |
| 1910      | Albert A. Michelson                                                  |
| 1909      | David Starr Jordan                                                   |
| 1908      | Thomas Chrowder Chamberlin                                           |
| 1907      | Edward Leamington Nichols                                            |
| 1906      | William H. Welch                                                     |
| 1905      | Calvin Milton Woodward                                               |
| 1904      | William Gilson Farlow                                                |
| 1903      | Carroll Davidson Wright                                              |
| 1902      | Asaph Hall                                                           |
| 1902      | Ira Remsen                                                           |
| 1901      | Charles Sedgwick Minot                                               |
| 1900      | Robert Simpson Woodward                                              |
| 1899      | Edward Francis Orton                                                 |
| 1899      | Marcus Benjamin                                                      |
| 1899      | Grove Karl Gilbert                                                   |
| 1898      | Frederic Ward Putnam                                                 |
| 1897      | William John McGee Acting President                                  |
| 1897      | Wolcott Gibbs                                                        |
| 1896      | Edward Drinker Cope                                                  |
| 1896      | Theodore Gill                                                        |
| 1895      | Edward W. Morley                                                     |
| 1894      | Daniel G. Brinton                                                    |
| 1893      | William Harkness                                                     |
| 1892      | Joseph LeConte                                                       |
| 1891      | Albert Benjamin Prescott                                             |
| 1890      | George Lincoln Goodale                                               |
| 1889      | Thomas Corwin Mendenhall                                             |
| 1888      | John Wesley Powell                                                   |
| 1887      | Samuel Pierpont Langley                                              |
| 1886      | Edward S. Morse                                                      |
| 1885      | Hubert Anson Newton                                                  |
| 1884      | John Peter Lesley                                                    |
| 1883      | Charles Augustus Young                                               |
| 1882      | John William Dawson                                                  |
| 1881      | George Jarvis Brush                                                  |
| 1880      | Lewis H. Morgan                                                      |
| 1879      | George Frederick Barker                                              |
| 1878      | Othniel Charles Marsh                                                |
| 1877      | Simon Newcomb                                                        |
| 1876      | William Barton Rogers                                                |
| 1875      | Julius Erasmus Hilgard                                               |
| 1874      | John L. LeConte                                                      |
| 1873      | Joseph Lovering                                                      |
| 1872      | J. Lawrence Smith                                                    |
| 1871      | Asa Gray                                                             |
| 1870      | William Chauvenet                                                    |
| 1870      | Thomas Sterry Hunt                                                   |
| 1869      | John Wells Foster                                                    |
| 1868      | Benjamin A. Gould                                                    |
| 1867      | John Strong Newberry                                                 |
| 1866      | F. A. P. Barnard                                                     |
| 1865      | Presidency Vacant*                                                   |
| 1864      | Presidency Vacant*                                                   |
| 1863      | Presidency Vacant*                                                   |
| 1862      | Presidency Vacant*                                                   |
| 1861      | Presidency Vacant*                                                   |
| 1860      | Isaac Lea                                                            |
| 1859      | Stephen Alexander                                                    |
| 1858      | Jeffries Wyman                                                       |
| 1857      | Jacob Whitman Bailey (Bailey starb am Anfang seiner Präsidentschaft) |
| 1857      | Alexis Caswell                                                       |
| 1856      | James Hall                                                           |
| 1855      | John Torrey                                                          |
| 1854      | James Dwight Dana                                                    |
| 1853      | Presidency Vacant                                                    |
| 1852      | Benjamin Peirce                                                      |
| 1851      | Louis Agassiz                                                        |
| 1850      | Alexander Dallas Bache                                               |
| 1849      | Joseph Henry                                                         |
| 1848      | William Charles Redfield                                             |

Anmerkung: Zwischen 1861 und 1865 verhinderte der Amerikanische Bürgerkrieg alle Aktivitäten der Gesellschaft.